# Корючево
Корючево — деревня в Грязовецком районе Вологодской области.
Входит в состав Вохтожского муниципального образования, с точки зрения административно-территориального деления — в Вохтогский сельсовет.
Расстояние по автодороге до районного центра Грязовца — 64,5 км, до центра муниципального образования Вохтоги — 7 км. Ближайшие населённые пункты — Родионово, Никольское, Белово, Целенниково.
По переписи 2002 года население — 8 человек.